# You make it alright
You make it alright is de debuutsingle van Jacques Kloes uit 1979. De single vescheen met medewerking van Patricia Paay en werd ook in Italië uitgebracht. Op de B-kant verscheen It's been a long time; de productie lag in handen van Richard de Bois. Geen van beide artiesten bracht You make it alright uit op een reguliere elpee. De single stond meerdere weken in de Nederlandse hitlijsten.
Kloes was tot 1978 de leadzanger van de Dizzy Man's Band; dit was de eerste single die hij onder eigen naam uitbracht. Paay bevond zich op dit moment in haar succesvolle discoperiode.
You make it alright werd uitgeroepen tot beste Nederlandse productie van 1979.

## Hitnoteringen
Nederlandse Top 40
| Hitnotering: van 15-9-1979 t/m 13-10-1979 | Hitnotering: van 15-9-1979 t/m 13-10-1979 | Hitnotering: van 15-9-1979 t/m 13-10-1979 | Hitnotering: van 15-9-1979 t/m 13-10-1979 | Hitnotering: van 15-9-1979 t/m 13-10-1979 | Hitnotering: van 15-9-1979 t/m 13-10-1979 | Hitnotering: van 15-9-1979 t/m 13-10-1979 |
| Week:                                     | 1                                         | 2                                         | 3                                         | 4                                         | 5                                         |                                           |
| ----------------------------------------- | ----------------------------------------- | ----------------------------------------- | ----------------------------------------- | ----------------------------------------- | ----------------------------------------- | ----------------------------------------- |
| Positie:                                  | 31                                        | 26                                        | 25                                        | 28                                        | 33                                        | uit                                       |

Nationale Hitparade
| Hitnotering: van 15-9-1979 t/m 20-10-1979 | Hitnotering: van 15-9-1979 t/m 20-10-1979 | Hitnotering: van 15-9-1979 t/m 20-10-1979 | Hitnotering: van 15-9-1979 t/m 20-10-1979 | Hitnotering: van 15-9-1979 t/m 20-10-1979 | Hitnotering: van 15-9-1979 t/m 20-10-1979 | Hitnotering: van 15-9-1979 t/m 20-10-1979 | Hitnotering: van 15-9-1979 t/m 20-10-1979 |
| Week:                                     | 1                                         | 2                                         | 3                                         | 4                                         | 5                                         | 6                                         |                                           |
| ----------------------------------------- | ----------------------------------------- | ----------------------------------------- | ----------------------------------------- | ----------------------------------------- | ----------------------------------------- | ----------------------------------------- | ----------------------------------------- |
| Positie:                                  | 35                                        | 25                                        | 32                                        | 33                                        | 34                                        | 45                                        | uit                                       |